# Paul Stocker

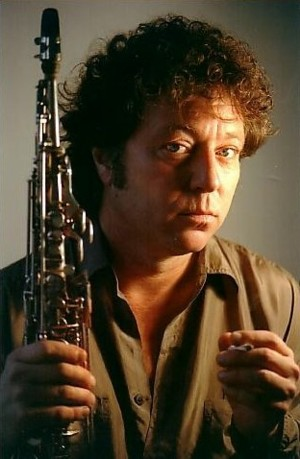
Paul Stocker

Paul Stocker (Redwood City (Californië), 1952 – El Ejido, 26 juni 2025) was een Amerikaanse jazzmuzikant. Hij speelde alt- en sopraansaxofoon, basklarinet en fluit.

## Biografie
Stocker, een autodidakt, kwam in 1970 naar Europa, waar hij zich vestigde in Spanje. Hij werkte hier met o.a. Tete Montoliu, Pony Poindexter, Lou Bennett, Billy Brooks, Peer Wyboris, Horacio Fumero, Eric Peter en Manolo Elías. Hij woonde hierna in Parijs, waar hij optrad met François Jeanneau, Howard McGhee, Saheb Sarbib, Jacky Samson en Steve Lacy. In Londen speelde hij met Mike Osborne, Henry Lowther en Kathy Stobart. Eind jaren 70 ging hij wonen in Amsterdam. Hij was lid van de groepen van J. C. Tans en Burton Greene en nam op met Joe Malinga, Sean Bergin en Gerard Ammerlaan. In 1985 begon hij met Jan Kuiper, Niko Langenhuijsen en Pierre Courbois de groep Compass (album Sans Titre).
Vanaf 1983 leidde hij het Maiden Voyage Jazz Orchestra, hiervoor schreef hij ook. Uit deze band kwam de Paul Stocker Big Band voort. Sinds 2001 woont Stocker weer in Spanje. In Granada leidde hij twee kwartetten, alsook het dertien man sterke wereldmuziek-orkest Dubi Dubi Band. Hij speelde tevens in Luisitania Jazz Machine van pianist Javier Arroyo en de groep Urban Sax.
Stocker gaf vier jaar les aan het Sweelinck Conservatorium Amsterdam, tevens doceerde hij van 1990 tot 2001 aan de Universiteit van Amsterdam. Van 2003 tot 2008 was hij leider van de Escuela de Música Moderna de La Zubia. Momenteel geeft hij in Madrid les aan de Aula de Músicas.
Stocker overleed in het Hospital de Poniente op 26 juni 2025 op 73-jarige leeftijd.

## Discografie
- Burton Greene Quartet Featuring Paul Stocker Valencia Chocolate (Cat 1985)
- Maiden Voyage Night in Torremolinos (BVHaast 1999, met Jarmo Hoogendijk, Jelle Schouten, Willem Schoenmaker, Wim Both, David Rothschild, Jan Oosting, Kees Adolfsen, Larry Fishkind, Barry Block, Sean Bergin, Barry Block, Tobias Delius, Rutger van Otterloo, Leo Bouwmeester, Tony Heimer, Wiebe Wilbers, Jacko Schoonderwoerd, Martin van Duynhoven)
- Dubi Dubi Band (2008)
- Dubi Dubi Band Lejos (2011)
- Skylark (Rizoma 2016, met o.a. victor de Boo drums )